# Jacarezinho (ort)
Jacarezinho är en ort i Brasilien.   Den ligger i kommunen Jacarezinho och delstaten Paraná, i den södra delen av landet, 800 km söder om huvudstaden Brasília. Jacarezinho ligger 448 meter över havet och antalet invånare är 35 090.
Terrängen runt Jacarezinho är platt åt nordväst, men åt sydost är den kuperad. Närmaste större samhälle är Santo Antônio da Platina, 18,5 km sydväst om Jacarezinho.
Omgivningarna runt Jacarezinho är huvudsakligen savann. Runt Jacarezinho är det ganska tätbefolkat, med 65 invånare per kvadratkilometer.